# 톱푸야
톱푸야(일본어: トップ屋)란 쇼와 30년대의 주간지 창간 붐 시절에, 출판사의 의뢰를 받아 주간지 기사를 쓰던 프리랜서 기자 및 라이터들을 말한다. 잡지 권두의 톱기사를 의뢰받아 썼기 때문에 생겨난 명칭이며, 1960년(쇼와 35년) 텔레비전 드라마 《톱푸야》로 인하여 일반 대중에게도 그 명칭이 널리 알려졌다.
당시에 활약했던 대표적인 사람으로 쿠사야나기 다이조, 카지야마 토시유키 등이 있다.